# Düsseldorf Hauptbahnhof
Düsseldorf Hauptbahnhof – główny dworzec kolejowy w Düsseldorfie, w kraju związkowym Nadrenia Północna-Westfalia, w Niemczech. Obsługuje około 250 tys. pasażerów dziennie.
| Düsseldorf Hbf                |  |                     |
| Linia Köln Hbf – Duisburg Hbf |  |                     |
| Düsseldorf Volksgarten        |  | Düsseldorf Wehrhahn |